# Saison 2021-2022 du FC Nantes
Maillots
Dernière mise à jour : 7 juin 2022.
Chronologie
Saison précédente Saison suivante
La saison 2021-2022 du FC Nantes est la 79e saison de l'histoire du club nantais. Le club est engagé dans deux compétitions : la Ligue 1 (54e participation) et la Coupe de France (79e participation).
Cette saison-là, le FC Nantes remporte le 4e trophée de la Coupe de France de son histoire, face à l'OGC Nice, après les titres de 1979, 1999 et 2000. Grâce à cette victoire, il participera ainsi, la saison suivante, au Trophée des champions 2022 face au Paris Saint-Germain et se retrouvera également qualifié pour la phase de groupes de la Ligue Europa 2022-2023.

## Pré-saison
- 25 juin : calendrier de la Ligue 1 dévoilé par la LFP.
- 30 juin : reprise de l'entraînement à la Jonelière.
- 7 au 13 juillet : stage de préparation à Pornic.
- 8 juillet : Macron dévoile le nouveau maillot domicile de la saison.
- 16 au 18 juillet : Challenge Emiliano Sala à Orléans.
- 30 juillet : Macron dévoile le nouveau maillot extérieur de la saison.
- 6 août : 1er match de Ligue 1.

## Effectif et encadrement

### Transferts
Le vendredi 2 juillet 2021, la DNCG, gendarme financier du sport professionnel français, prononce un encadrement de [la] masse salariale [du FC Nantes] ainsi qu’une interdiction de recrutement à titre onéreux. La direction du club nantais répond qu'elle « prend acte de la décision de la DNCG et attend désormais que lui soient notifiées les motivations de cette décision afin de pouvoir les analyser précisément et décider, le cas échéant, d’interjeter appel ». Les sanctions sont levées après un second passage devant la commission le lundi 12 juillet suivant.
| Nom                | Nationalité | Poste     | Transfert                    | Provenance/Destination | Division           | Référence |
| ------------------ | ----------- | --------- | ---------------------------- | ---------------------- | ------------------ | --------- |
| Arrivées           |             |           |                              |                        |                    |           |
| Rémy Descamps      | France      | Gardien   | Transfert                    | Royal Charleroi SC     | Jupiler Pro League | Référence |
| Molla Wagué        | Mali        | Défenseur | Retour de prêt               | Amiens SC              | Ligue 2            | -         |
| Abou Ba            | France      | Milieu    | Retour de prêt               | Cosenza Calcio         | Serie B            | -         |
| Wylan Cyprien      | France      | Milieu    | Prêt avec OA                 | Parme Calcio 1913      | Serie B            | Référence |
| Samuel Moutoussamy | RD Congo    | Milieu    | Retour de prêt               | Fortuna Sittard        | Eredivisie         | -         |
| Osman Bukari       | Ghana       | Attaquant | Prêt                         | KAA La Gantoise        | Jupiler Pro League | Référence |
| Willem Geubbels    | France      | Attaquant | Prêt avec OA                 | AS Monaco              | Ligue 1            | Référence |
| Départs            |             |           |                              |                        |                    |           |
| Alexandre Olliero  | France      | Gardien   | Transfert définitif          | Pau FC                 | Ligue 2            | Référence |
| Thomas Basila      | France      | Défenseur | Fin de contrat               | KV Ostende             | Jupiler Pro League | Référence |
| Abou Ba            | France      | Milieu    | Prêt avec OA                 | US Alexandrie 1912     | Serie B            | Référence |
| Lucas Evangelista  | Brésil      | Milieu    | Transfert définitif (1,6 M€) | Red Bull Bragantino    | Brasileirão        | Référence |
| Imran Louza        | Maroc       | Milieu    | Transfert (10 M€)            | Watford FC             | Premier League     | Référence |
| Batista Mendy      | France      | Milieu    | Fin de contrat               | Angers SCO             | Ligue 1            | Référence |
| Abdoulaye Touré    | France      | Milieu    | Transfert (1,5M€)            | Genoa CFC              | Serie A            | Référence |
| Kader Bamba        | France      | Attaquant | Prêt avec OA                 | Amiens SC              | Ligue 2            | Référence |
| Bridge Ndilu       | France      | Attaquant | Prêt                         | US Quevilly-Rouen      | Ligue 2            | Référence |

| Nom              | Nationalité | Poste     | Transfert       | Provenance/Destination | Division | Référence |
| ---------------- | ----------- | --------- | --------------- | ---------------------- | -------- | --------- |
| Arrivées         |             |           |                 |                        |          |           |
| Départs          |             |           |                 |                        |          |           |
| Anthony Limbombe | Belgique    | Attaquant | Contrat résilié | -                      | -        | Référence |

| Nom            | Nationalité | Poste             | Transfert       | Provenance/Destination | Division           | Référence |
| -------------- | ----------- | ----------------- | --------------- | ---------------------- | ------------------ | --------- |
| Arrivées       |             |                   |                 |                        |                    |           |
| Départs        |             |                   |                 |                        |                    |           |
| Charly Jan     | France      | Gardien           | Transfert       | FBBP 01                | National           | Référence |
| Molla Wagué    | Mali        | Défenseur         | Contrat résilié | RFC Seraing            | Jupiler Pro League | Référence |
| Abdoulaye Dabo | France      | Milieu de terrain | Transfert       | Olympiakos             | Superleague Elláda | Référence |
| Renaud Emond   | Belgique    | Attaquant         | Transfert       | Standard de Liège      | Jupiler Pro League | Référence |

## Matchs de la saison

### Matchs officiels de la saison
Le club est engagé dans deux compétitions : la Ligue 1 (54e participation) et la Coupe de France (79e participation).
- La Ligue 1 2021-2022 est la quatre-vingt-quatrième édition du championnat de France de football et la vingtième sous l'appellation « Ligue 1 ». La division oppose vingt clubs en une série de trente-huit rencontres. Les meilleurs de ce championnat se qualifient pour les coupes d'Europe que sont la Ligue des champions, la Ligue Europa et la Ligue Europa Conférence. Le FC Nantes participe à cette compétition pour la cinquante-quatrième fois de son histoire.
- La Coupe de France 2021-2022 est la 105e édition de la coupe de France, une compétition à élimination directe mettant aux prises tous les clubs de football amateurs et professionnels à travers la France métropolitaine et les DOM-TOM. Elle est organisée par la FFF et ses ligues régionales.

#### Classement
| Rang | Équipe             | Pts | J  | G  | N  | P  | Bp | Bc | Diff | Qualification ou relégation                               |
| ---- | ------------------ | --- | -- | -- | -- | -- | -- | -- | ---- | --------------------------------------------------------- |
| 7    | RC Lens            | 62  | 38 | 17 | 11 | 10 | 62 | 48 | +14  |                                                           |
| 8    | Olympique lyonnais | 61  | 38 | 17 | 11 | 10 | 66 | 51 | +15  |                                                           |
| 9    | FC Nantes C        | 52  | 38 | 14 | 10 | 14 | 55 | 48 | +7   | Qualification pour la phase de groupes de la Ligue Europa |
| 10   | LOSC Lille T S     | 55  | 38 | 14 | 13 | 11 | 47 | 48 | −1   |                                                           |
| 11   | Stade brestois 29  | 48  | 38 | 13 | 9  | 16 | 49 | 57 | −8   |                                                           |

1. ↑  Retrait de 1 point.

## Statistiques

### Statistiques collectives
| Compétition     | Débute au tour | Termine   | Matches joués | Gagnés | Nuls | Perdus | Buts pour | Buts contre | Différence | Cartons jaunes | Cartons rouges |
| --------------- | -------------- | --------- | ------------- | ------ | ---- | ------ | --------- | ----------- | ---------- | -------------- | -------------- |
| Ligue 1         | -              | -         | 38            | 15     | 10   | 13     | 55        | 48          | +7         | 78             | 4              |
| Coupe de France | 1/32 de finale | Vainqueur | 6             | 6      | 0    | 0      | 9         | 2           | +7         | 3              | 0              |
| Total           | -              | -         | 44            | 21     | 10   | 13     | 64        | 50          | +14        | 81             | 4              |

### Canari du mois
Le FC Nantes a mis en place en 2017-2018, un système permettant aux supporters de voter pour le meilleur joueur nantais durant chaque mois de l'année. (Entre parenthèses, le nombre de trophées remportés par le joueur.)
| Mois                          | Lauréat              |
| ----------------------------- | -------------------- |
| Août 2021                     | Moses Simon (2)      |
| Septembre 2021                | Moses Simon (3)      |
| Octobre 2021                  | Pedro Chirivella (2) |
| Novembre 2021                 | Alban Lafont (3)     |
| Décembre 2021                 | Alban Lafont (4)     |
| Janvier 2022                  | Andrei Girotto (3)   |
| Février 2022                  | Quentin Merlin (1)   |
| Mars 2022                     | Quentin Merlin (2)   |
| Avril 2022                    | Moses Simon (4)      |
| Mai 2022                      | Nicolas Pallois (5)  |
| Canari de la saison 2021-2022 | Ludovic Blas (2)     |

### Équipe type
| Lafont (c) Castelletto Girotto Pallois Appiah Merlin Moutoussamy Chirivella Blas Kolo Muani Simon |
| Équipe-type du FC Nantes lors de la saison 2021-2022.                                             |
| Lafont (c) Castelletto Girotto Pallois Appiah Merlin Moutoussamy Chirivella Blas Kolo Muani Simon |

| no | Joueur                   | Nat. | Poste             | MJ | Doublure           | MJ |
| -- | ------------------------ | ---- | ----------------- | -- | ------------------ | -- |
| 1  | Alban Lafont             |      | Gardien de but    | 39 | Rémy Descamps      | 5  |
| 12 | Dennis Appiah            |      | Piston droit      | 37 | Sébastien Corchia  | 33 |
| 21 | Jean-Charles Castelletto |      | Défenseur central | 31 | Fábio              | 30 |
| 3  | Andrei Girotto           |      | Défenseur central | 41 | Abdoulaye Sylla    | 3  |
| 4  | Nicolas Pallois          |      | Défenseur central | 36 | Yannis M'Bemba     | 2  |
| 29 | Quentin Merlin           |      | Piston gauche     | 33 | Charles Traoré     | 17 |
| 18 | Samuel Moutoussamy       |      | Milieu relayeur   | 34 | Wylan Cyprien      | 29 |
| 5  | Pedro Chirivella         |      | Milieu relayeur   | 36 | Roli Pereira De Sa | 21 |
| 10 | Ludovic Blas             |      | Ailier droit      | 41 | Marcus Coco        | 27 |
| 23 | Randal Kolo Muani        |      | Attaquant         | 41 | Kalifa Coulibaly   | 21 |
| 27 | Moses Simon              |      | Ailier gauche     | 34 | Osman Bukari       | 26 |

## Business Club FC Nantes
- Club Entreprises du FC Nantes[4]
  - Anvolia
  - Crédit mutuel
  - Flamino
  - Groupe AFD
  - LNA Santé
  - Macron
  - Millet Fenêtres et Façades
  - Nantes Métropole
  - Préservation du Patrimoine
  - Proginov
  - Synergie
  - Univers City Immo

## Affluence et télévision

### Affluences
L'affluence à domicile du FC Nantes atteint un total :
- de 387 657 spectateurs en 19 rencontres de Ligue 1, soit une moyenne de 20 403/match.
- de 73 346 spectateurs en 4 rencontres de Coupe de France, soit une moyenne de 18 337/match.
- de 461 003 spectateurs en 23 rencontres toutes compétitions confondues, soit une moyenne de 20 044/match.

En raison de la propagation du variant Omicron, une jauge maximale de 5 000 spectateurs est à nouveau adoptée dans les enceintes sportives du 3 janvier 2022 au 2 février 2022 (comme ce fut déjà le cas lors du début de la saison précédente).
Affluence du FC Nantes à domicile

### Retransmission télévisée
| Diffuseur                           | Rencontres |
| ----------------------------------- | ---------- |
| Prime Video                         | 31         |
| Canal+ Décalé                       | 4          |
| Eurosport 2                         | 4          |
| Canal+ Sport                        | 3          |
| Co-diffusion Eurosport 2 & France 2 | 1          |
| Co-diffusion Eurosport 2 & France 3 | 1          |
| Total                               | 44         |